# Hans-Peter Franz
Hans-Peter Franz – wschodnioniemiecki zapaśnik walczący w stylu wolnym.
Srebrny medalista mistrzostw Europy w 1985 roku.
Mistrz NRD w 1983, 1985 i 1986; drugi w 1980, 1981 i 1984; trzeci w 1978 roku.